# April Winchell
April Terri Winchell (New York, 1960. január 4. –) amerikai színésznő, írónő.

## Élete és pályafutása
New Yorkban született és nőtt fel. Szinkronszínészként Szörnyella de Frász eredeti hangját kölcsönözte a 101 kiskutya című sorozatban. Több Mickey egér-filmben, illetve sorozatban is vállalt szinkronszerepeket. 2013-ban az egyik főszereplő, Sylvia hangja volt a Wander, a galaktikus vándorban.
2013 óta John Foley házastársa.

## Válogatott filmográfia
- 101 kiskutya – Szörnyella de Frász (1997–1998)
- Mickey egér művek – Clarabelle Cow (1999–2000)
- Lilo és Stitch – Mrs. Edmonds (2003–2006)
- Kim Possible
- Wander, a galaktikus vándor – Sylvia (2013–2016)